# Гай Аврелий Котта (консул 200 года до н. э.)
Гай Аврелий Котта (лат. Caius Aurelius Cotta) — римский военачальник и политический деятель из плебейского рода Аврелиев, консул 200 года до н. э. Во время своего консулата воевал в Цизальпийской Галлии.

## Биография
Гай Аврелий принадлежал к плебейскому роду Аврелиев. Согласно Капитолийским фастам, его отец и дед носили тот же преномен — Гай. Согласно предположению антиковеда Эрнеста Бэдиана, Гай-дед — это консул 252 года до н. э., а Гай-отец упоминается в источниках как легат в 216 году до н. э. У Гая-внука был брат Луций, квестор 196 года до н. э.
Первые упоминания о Гае Аврелии в сохранившихся источниках относятся к 202 году до н. э., когда он занимал должность городского претора (praetor urbanus). В 200 году до н. э. он стал консулом вместе с патрицием Публием Сульпицием Гальбой Максимом. Согласно жеребьёвке последний получил в качестве провинции Македонию, а Котта — Италию.
Вскоре в Цизальпийской Галлии подняли восстание племена бойев, инсубров и ценоманов, которые под командованием карфагенянина Гамилькара разграбили Плаценцию и осадили Кремону. Сенат постановил направить на театр военных действий консульскую армию, а Гаю Аврелию предоставил выбор — командовать самому или поручить это претору Луцию Фурию Пурпуриону. Котта отправился в Галлию лично, но к моменту его прибытия Пурпурион уже одержал решающую победу над врагом. Раздосадованный тем, что ему уже не могла достаться вся слава, Гай Аврелий отправил претора в Этрурию, а сам начал грабить земли галлов. Тогда Луций Фурий неожиданно для всех прибыл в Рим и потребовал триумфа; часть сенаторов заявила протест, ссылаясь на то, что Пурпурион командовал консульским войском, и предложила дождаться Гая Аврелия, чтобы услышать его мнение. Но большинство всё же поддержало требование претора.
В конце года Котта вернулся в Рим, чтобы провести очередные выборы магистратов. Сенат он упрекнул в том, что тот решил вопрос о триумфе, не выслушав никого, кроме претендента.
Предположительно именно этот Гай Аврелий упоминается в надписи, где речь идёт об итерации претуры: C. Aurilius C. f. praitor iterum didit, eisdem cnssl probavit (Corpus Inscriptionum Latinarum, XIV, 4268): консул Гай Аврелий, сын Гая, в истории Республики был только один. Отсюда исследователи делают вывод, что в 201 году до н. э. Котта обладал полномочиями пропретора.
Потомки
Генеалогия Аврелиев Котт известна очень плохо. Ряд представителей этого рода упоминается в источниках в связи с событиями II—I веков до н. э. Авторы классической энциклопедии «Паули-Виссова» даже не выдвигают гипотезы об их происхождении; согласно гипотезе Э. Бэдиана, все эти Котты были потомками брата Гая — Луция.